# گنکی اگاوا
گنکی اگاوا (ژاپنی: 江川 慶城؛ زادهٔ ۲ آوریل ۲۰۰۰) یک بازیکن فوتبال اهل ژاپن است.
از باشگاه‌هایی که در آن بازی کرده‌است می‌توان به باشگاه فوتبال کیوتو سانگا اشاره کرد.